# Topologische ring
In de ringtheorie, een deelgebied van de wiskunde, is een topologische ring een ring {\displaystyle R} die ook een zodanige topologische ruimte is dat zowel de optelling als de vermenigvuldiging als afbeeldingen {\displaystyle R\times R\to R} continu zijn, waarin {\displaystyle R\times R} voorzien is van de producttopologie.

## Topologisch lichaam
Een topologisch lichaam is een lichaam (Ned) / veld (Be) dat als ring een topologische ring is, en waarvan de inverse ook continu is.